# Mramani
Mramani ili M'Ramani je maleni gradić na otoku Anjouan na Komorima. To je 24. grad po veličini na Komorima i 17. na Anojuanu.